# 耶拿光學博物館
耶拿光學博物館（德語：Optisches Museum Jena）是一座位於德國圖林根州城市耶拿的科學技術博物館。這座博物館展示了五個世紀的光學儀器的歷史，藏品包括眼镜、望远镜、显微镜和照相机等，其中收藏的眼镜是全欧洲最多的。光學博物館成立於1922年6月，由卡爾·蔡司創建。現在耶納光學博物館是德國唯一一座以光學為主題的博物館。

## 外部連結
- Official website （页面存档备份，存于） （德文）

50°55′40″N 11°34′45″E / 50.92781°N 11.579275°E